# Gerd Langguth
Gerd Langguth (Wertheim, 18 de mayo de 1946-Colonia, 12 de mayo de 2013) fue un político y politólogo alemán, profesor de ciencias políticas en la Universidad de Bonn y autor de biografías de políticos como Angela Merkel y Horst Köhler.

## Biografía
Gerd Langguth asistió a la Escuela de Dietrich Bonhoeffer, un instituto humanista (gymnasium) en su localidad natal.

### Universidad
Mientras estaba en la universidad, entre 1970 y 1974, Langguth fue presidente de la Asociación de Estudiantes de la Democracia Cristiana. Más tarde trabajó en Stuttgart para la Fundación Konrad Adenauer.
De 1976 a 1980, fue miembro del Bundestag representando a la Unión Demócrata Cristiana (CDU). Fue miembro del comité ejecutivo de la CDU. De 1981 a 1985 fue director del Bundeszentrale für politische Bildung en Bonn. Entre 1986 y 1987 representó a Berlín como funcionario público a nivel federal. De 1988 a 1993, fue jefe de la representación de la Comisión Europea en Alemania, en Bonn. De 1993 a 1997 presidió la Fundación Konrad Adenauer. Desde 2003 hasta 2004 estuvo activo en el comité ejecutivo de la Bürgerkonvent, un movimiento para la reforma política y económica.
Langguth enseñó Ciencias Políticas en la Universidad de Bonn. Estuvo casado con la química de alimentos Susanne Langguth.

### Docencia y publicaciones
Entre sus obras destacan las biografías de Angela Merkel y Horst Köhler. Algunas de sus obras han sido traducidas al inglés.
Gerd Langguth ha impartido conferencias sobre la integración europea, el terrorismo internacional, las instituciones alemanas y los procesos de toma de decisiones políticas.